# La nord prin nord-vest
La nord prin nord-vest (engleză: North by Northwest) (1959) este un  thriller american regizat de Alfred Hitchcock, cu Cary Grant, Eva Marie Saint și James Mason în rolurile principiale. Scenariul a fost scris de  Ernest Lehman care a vrut să scrie „filmul lui Hitchcock cu care se termină toate filmele lui Hitchcock”.
North by Northwest este povestea unei greșeli de identificare, prin care un om inocent este urmărit de-a lungul Statelor Unite de către agenții unei organizații misterioase care doresc să oprească amestecul său în planurile lor de a ieși din țară cu un microfilm conținând secrete guvernamentale.
Este unul din filmele lui Hitchcock a cărui coloană sonoră a fost compusă de Bernard Herrmann și beneficiază de o secvență de deschidere memorabilă realizată de designerul grafician Saul Bass. Acest film este, în general, citat ca fiind primul care folosește din plin tipografia cinetică în secvențele de deschidere.

## Distribuție
- Cary Grant este Roger Thornhill
- Eva Marie Saint este Eve Kendall
- James Mason este Phillip Vandamm

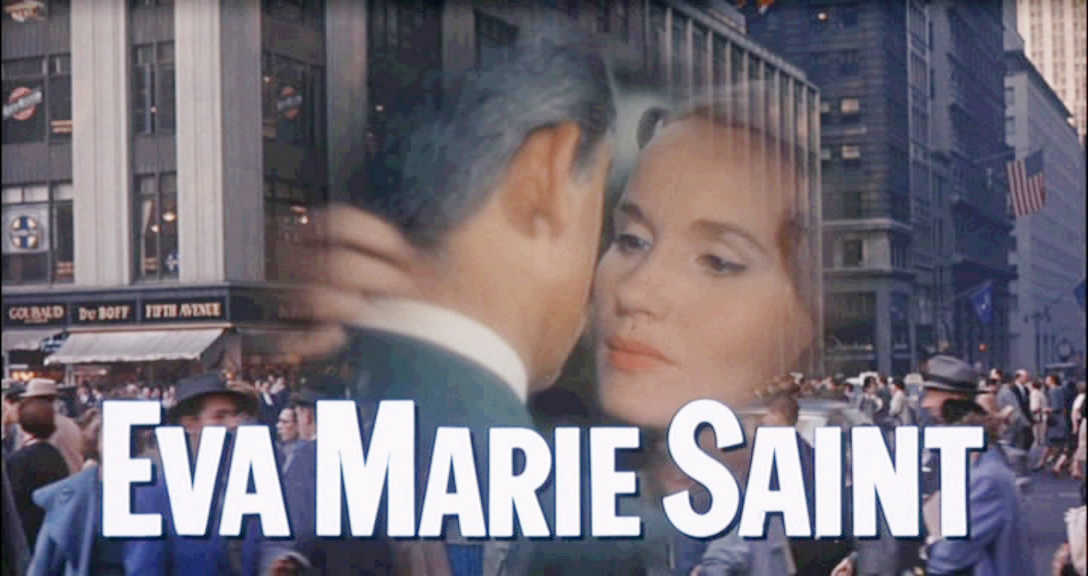

- Jessie Royce Landis este Clara Thornhill
- Leo G. Carroll este Profesorul
- Josephine Hutchinson este Mrs. Townsend
- Philip Ober este Lester Townsend
- Martin Landau este Leonard
- Adam Williams este Valerian
- Edward Platt este Victor Larrabee
- Robert Ellenstein este Licht
- Les Tremayne este organizatorul licitației
- Philip Coolidge este Dr. Cross
- Patrick McVey este Sgt. Flamm
- Edward Binns este Cpt. Junket
- Ken Lynch este Charlie
- Malcolm Atterbury este omul de la intersecție (nemenționat)

Hitchcock are o scurtă apariție și în acest film, la fel ca în majoritatea filmelor regizate de el. El poate fi văzut pierzând un autobuz la sfârșitul secvențelor de prezentare de la începutul filmului. Există unele speculații conform cărora în acest film există o a doua apariție a sa în jurul minutului 44, lucru pe care Hitchcock îl face foarte rar.
MGM a vrut ca Cyd Charisse să interpreteze rolul Evei Marie Saint. Dar Hitchcock a rămas la alegerea sa.